# Citroën Kar-a-sutra
La Citroën Kar-a-sutra est un concept car monospace du constructeur automobile français Citroën, dessiné par Mario Bellini. Le véhicule est exposé pour la première fois en 1972, au lendemain du mouvement hippie, à l'occasion de l'exposition consacrée au design italien, organisée par le MOMA, à New-York.

## Développement

### Conception
Le véhicule est né d'une collaboration franco-italienne entre la marque Citroën et l'entreprise Pirelli sous la direction du designer Mario Bellini, avec l'objectif de concevoir un véhicule imaginé autour de la notion d'espace, du partage, du voyage et de l'érotisme (le nom Kar-a-sutra venant du terme Kamasutra).
Une première maquette semi-roulante est construite sur une base de SM, née d'une collaboration franco-italienne entre Citroën et Maserati, d'autant plus qu'à cette époque, Michelin cherchait à vendre Citroën, au bord de la faillite, au groupe Fiat, ce qui aurait fait de ce dernier le plus gros actionnaire de la marque.
La caisse utilise des panneaux de carrosserie striés, qui n'est sans rappeler la Méhari. Le toit consiste en une arche arrondie dans le sens de la largeur, reliant le cadre du parebrise avant pour aller rejoindre une structure ample servant d'architecture à l'arrière de l'automobile. Le véhicule n'est doté que de deux portes, la première destinée aux passagers sur la droite, au même niveau que celle du conducteur. Les phares avant sont absents et ne possèdent pas non plus de vitrage. Le volant n'est pas celui de la SM, et est de forme basique.
La seconde maquette reprend à l'identique le précédent, mais avec des différences :
- Le véhicule possède des phares et feux de signalisation
- Les deux portes sont conservées, avec l'ajout d'un hayon
- Les montants de portes sont ajoutés, ainsi que les vitres en double (l'une par-dessus l'autre) pour permettre d'étendre la surface vitrée en élevant le toit
- Le volant est bien celui de la SM, avec baguettes de commodo
- L'arche de toit est moins arrondie
- La planche de bord est légèrement creusée pour accueillir des coussins.
- Difficile de savoir si la première maquette possédait des coussins (comme la deuxième) ou bien des sièges de type strapontin.

Les seuls points communs entre les deux maquettes sont la carrosserie striée, le châssis emprunté à la SM et l'absence d'essuie-glace.

### Version finale
D'apparence trompeuse, "La Kar-a-sutra n'est pas un véritable produit", précisa Bellini dans le magazine Designboom. Il ne possède donc aucun groupe motopropulseur. Le concept même du véhicule repose avant tout sur une vision du véhicule modulaire, multifonctions. Ni Mario, ni Citroën n'ont voulu que cette voiture atteigne les concessionnaires, même si toutefois, le véhicule final possède un volant, des phares, des feux de stop, antibrouillard, de recul et de clignotants (en triangle rouge à l'arrière, sous forme de barrettes blanches dans les coins à l'avant). Ainsi, le véhicule possède bon nombre de configurations pour les sièges, qui sont des coussins amovibles (deux par siège (assise/dossier)) adossés sur des plaques dépliables du sol, permettant de modifier l'angle d'inclinaison de chaque dossier. Ainsi, il existe plusieurs combinaisons possibles, aussi bien en déplaçant qu'en retirant des coussins du véhicule :
- 2 rangées de 3 sièges classiques (conducteurs compris) ;
- 2 rangées de 3 sièges dont les deux passagers avant feront face à la rangée arrière (fonctionnalité reprise dans les Citroën Évasion, C8, Tubik ou encore les plus grandes versions du SpaceTourer avec la deuxième rangée de siège faisant face à la troisième).
- Alignements des coussins sur tout le périmètre de l'habitacle, pouvant accepter environ 5 à 11 personnes.
- Étalement des coussins au sol pour créer un immense lit.
- En retirant les coussins, il est possible de faire varier le volume du coffre d'habitacle. Il est même possible, si l'intérieur est dépourvu de ses coussins, de pouvoir transporter un piano à queue.

Autre détail, la hauteur du toit peut varier, permettant de se déplacer debout dans l'habitacle, hybridant ainsi le véhicule en camping-car.

## Débat du premier monospace
Il pourrait être considéré comme étant le premier monospace de conception moderne. Cependant, ni Citroën, ni Mario Bellini ne le considérait comme un véhicule à part entière, mais bien comme un concept.
Cette idée de véhicule sera refusée à travers les propositions de Philippe Guédon (PDG de la marque Matra) à la suite d'un voyage aux États-Unis. Il conçoit plusieurs proto-maquettes à travers les marques Peugeot et Talbot dont les noms P16, P17 et P18. D'abord étonné du concept, Peugeot refuse le projet par manque de financement après le rachat de Talbot, priorisant la 205. Citroën se voit proposé un véhicule similaire, la P20 (P18 sur une base de BX), sans aboutissement.
Renault s'intéresse alors à son projet, améliorant les lignes déjà faites de la maquette P23 paru en 1982, les assouplit en 1983, et commercialise finalement, en 1984, le véhicule qui deviendra le Renault Espace.
Officieusement conçu par Citroën et Mario Bellini en 1972, c'est Renault qui est officiellement reconnu pour avoir créé en premier un monospace en série. Il est possible que le constructeur Renault se soit inspiré du Kar-a-sutra pour son monospace.

## Postérité
Actuellement, le destin des deux maquettes reste inconnu.
Même si le véhicule n'a pas rencontré la popularité et le succès, il a contribué à celui de 1984 par ses attraits architecturaux et stylistique.
Aujourd'hui, il reste encore des photos du véhicule sur divers sites et une vidéo dans laquelle le véhicule peut être vue tracté par un autre, sans doute amené sur le lieu où les photos seraient prises.